# Zheng Shuyin
Zheng Shuyin (郑姝音S; Dandong, 1º maggio 1994) è una taekwondoka cinese.
In carriera vanta una medaglia d'oro nella categoria +67 kg ai Giochi olimpici di Rio de Janeiro 2016.

## Palmarès
- Giochi olimpici

Rio de Janeiro 2016: oro nei +67 kg.
- Mondiali

Čeljabinsk 2015: argento nei 73 kg.
Muju 2017: bronzo nei +73 kg.
Manchester 2019: argento nei +73 kg.